# Catherine Sola
Pour les articles homonymes, voir Sola.
Catherine Sola (née Catherine Germaine Saussol) est une actrice française née le 19 janvier 1941 à Saint-Jean-de-Maurienne en Savoie et morte le 12 septembre 2014 à Périgueux (Dordogne) .

## Biographie
Catherine Sola était l'épouse du réalisateur Alain Dhénaut (7 février 1942 - 29 septembre 2010).

## Filmographie partielle

### Cinéma
- 1961 : Vacances en enfer de Jean Kerchbron : Catherine
- 1961 : Le Monocle noir de Georges Lautner : Monique
- 1961 : La Belle Américaine de Robert Dhéry : Isabelle Zoutin
- 1961 : Les Nouveaux Aristocrates de Francis Rigaud : Marie-Bénédicte Prûlé-Rousseau prénommée Mab
- 1962 : Un clair de lune à Maubeuge de Jean Chérasse : La fiancée de Fernand
- 1962 : Le Voyage à Biarritz de Gilles Grangier : Thérèse Colard, la petite guichetière de la gare
- 1963 : Les Baisers de Bernard Toublanc-Michel, Bertrand Tavernier, Jean-François Hauduroy, Claude Berri et Charles Bitsch : Baiser d'été : Sophia
- 1964 : Allez France ! de Robert Dhéry : Nicole
- 1967 : Le Scandale de Claude Chabrol : Denise
- 1968 : Adieu l'ami de Jean Herman : Infirmière
- 1970 : Du soleil plein les yeux de Michel Boisrond : Jane
- 1972 : Le Dernier Tango à Paris de Bernardo Bertolucci : la script-girl
- 1973 : George qui ? de Michèle Rosier : George Sand 1973
- 1974 : Sweet Movie de Dušan Makavejev
- 1988 : Fréquence meurtre de Élisabeth Rappeneau : la sœur d'Hélène
- 1991 : Milena de Véra Belmont
- 1992 : Un vampire au paradis d'Abdelkrim Bahloul
- 1994 : Délit mineur de Francis Girod : Hélène
- 1996 : Les Deux Papas et la Maman de Jean-Marc Longval et Smaïn : la mère de Jérôme
- 1996 : Portraits chinois de Martine Dugowson : Yvonne
- 1997 : Princesse Mononoké de Hayao Miyazaki : Moro (voix)
- 2000 : Passionnément de Bruno Nuytten : Jeanne
- 2000 : Stand-by de Roch Stéphanik : l'infirmière
- 2002 : Rue des plaisirs de Patrice Leconte : Radio (voix)
- 2011 : Le Premier Homme de Gianni Amelio : Catherine Cormery - 1957

### Télévision

#### Séries télévisées
- 1964 : Vol 272 :  Florence
- 1964 : La Route : Mireille  (9 épisodes)
- 1965 : Les Jeunes Années : Odette Avron (épisode 22)
- 1966 : Vive la vie (série télévisée) : Angélique, la secrétaire
- 1967 : La vie commence à minuit : Sylvia
- 1969 : La Cravache d'or : Hélène de Bravant  (7 épisodes)
- 1973 : L'Éloignement : Agnès
- 1974 : Le Tribunal de l'impossible : saison 1 épisode 14 : Le Baquet de Frédéric-Antoine Mesmer : Mme de Lamballe
- 1981 : Martine Verdier
- 1991 : Cas de divorce :  Tatin contre Tatin (saison 1 épisode 94) : Marguerite Tatin
- 1994 : L'Instit : Une seconde chance (saison 2 épisode 2) [2] : Mme Laroque
- 1995 : Le JAP, juge d'application des peines : Prison personnelle
- 1998 : Joséphine, ange gardien : L'Enfant oublié (saison 1 épisode 2) : Valentine
- 2003 : Le Bleu de l'océan : épisode 1 :  Maria Vargas
- 2006 : Le Tuteur : Mission accomplie [3] (saison 1 épisode 13) : Adeline Bourgeois
- 2006 : David Nolande : Chiens méchants (épisode 5) : Adrienne
- 2008 : Paris, enquêtes criminelles : Blessure secrète (saison 2 épisode 1) : Jeanne Romilly
- 2008 : Joséphine, ange gardien : Le Festin d'Alain (saison 12 épisode 2) : Henriette

#### Téléfilms
- 1996 : Emma - Première mission  de Arnaud Sélignac : Solenn
- 1997 : Miracle à l'Eldorado  de Philippe Niang : Mado
- 1997 : Deadly Summer  de Ian Emes : Espérance
- 1997 : Ciel d'orage de Paolo Barzman : Geneviève
- 1998 : Le Horsain de Philippe Venault : Martherite
- 2002 : L'Envolé  de Philippe Venault : la mère de Raf
- 2002 : Une Ferrari pour deux  de Charlotte Brändström : directrice pension
- 2003 : Ambre a disparu  de Denys Granier-Deferre : Irène Mauduit
- 2005 : Pas de ciel au-dessus de l'Afrique (titre original Kein Himmel über Afrika)  de Roland Suso Richter : Margaret Coburn
- 2009 : Les Corbeaux  de Régis Musset : Irina

## Doublage

### Cinéma

#### Films
- 1965 : Buffalo Bill, le héros du Far-West : Mary (Ingeborg Schoeller)
- 1987 : La Veuve noire : Sara (Lois Smith)
- 1987 : Protection rapprochée : Claire Thompson (Natalie Alexander)
- 1991 : La Vie, l'Amour, les Vaches : Millie Stone (Molly McClure) / Mme Robbins (Jayne Meadows)
- 1992 : Dr. Rictus : Elaine Henderson (Nancy Fish)
- 1998 : La Carte du cœur : Hannah (Gena Rowlands)
- 1998 : De grandes espérances : Mme Nora (Anne Bancroft)
- 1999 : Tout sur ma mère : Agrado (Antonia San Juan)
- 2001 : L'Échine du Diable : Carmen (Marisa Paredes)
- 2001 : Ghosts of Mars :  L'inquisitrice (Rosemary Forsyth)
- 2002 : Les Divins Secrets : Aimee Malissa « Teensy » Whitman (Fionnula Flanagan)
- 2004 : Night Watch : Darya Schultz (Rimma Markova)

#### Films d'animation
- 1997 : Princesse Mononoké : Moro
- 2004 : Le Château ambulant : la sorcière des landes

### Télévision

#### Séries télévisées
- 1969-1970 : Jinny de mes rêves : Jinny (Barbara Eden) (2de voix)
- 1989 : Columbo : Rose Walker (Nan Martin)
- 1989-2011 : Les Feux de l'amour : Katherine Chancellor (Jeanne Cooper)
- 1994 : Le Fléau : Mère Abigail Freemantle (Ruby Dee)